# Csiby Gergely
Csiby Gergely (Budapest, 1992. november 19. –) magyar színész, bábművész.

## Élete
A Szent Margit Gimnáziumban érettségizett, közben 2008–2011 között a Földessy Margit Drámastúdió növendéke is volt. A főiskola előtt egy évet töltött a Pesti Magyar Színiakadémián is. 2012–2017 között a Színház- és Filmművészeti Egyetem hallgatója volt, bábszínész szakon. Tanulmányai alatt egy ösztöndíj keretében New Yorkban is tanult egy szemesztert. 2017–2019 között a Vígszínház tagja volt. 2019–2020-ban a Pesti Magyar Színház színésze volt. 2020-tól szabadúszó.

## Fontosabb színházi szerepei
- Terry Johnson: Diploma előtt (2023) - Benjamin
- Paul Pörtner: Hajmeresztő (2022)
- Isabelle Le Nouvel: Churchill és Garbo (szereplő) - 2021
- Arthur Laurents - Alföldi Róbert: West Side Story (Big Deal) - 2021
- Jonathan Swift: Gulliver utazásai (szereplő) - 2020
- Michael McKeeverː Végszó (szereplő) - 2019
- William Shakespeare: Lóvátett Lovagok (Dumain ) - 2017/2018
- Bartis Attila: Rendezés (Mentős) - 2016/2017
- Dés László - Geszti Péter - Grecsó Krisztián: A Pál Utcai Fiúk – Richter (2016), Csele (2021), Csónakos (2022–)
- Boronkay Soma - Tengely Gábor: Hol Utca Hány (Mészáros Levente, Andragógus, Jelenleg Közmunkás) - 2015/2016
- Gimesi Dóra - Nagy Orsolya: Mackóélet/Mackóálom (Szereplő) - 2015/2016
- Gimesi Dóra: Szemenszedett Mese (Szereplő) - 2014/2015
- Ernst Theodor Amadeus Hoffmann: A Homokember (Szereplő) - 2014/2015
- Mihail Bulgakov - Hegedűs D. Géza: Bíborsziget (Haka-Peszi)
- Lev Tolsztoj - Alekszandr Bargman: Háború és Béke (Petya)
- Fábián Péter - Benkó Bence - Király Dániel: Kozmikus magány (Kallimakhosz)
- Dés László - Geszti Péter - Békés Pál: A dzsungel könyve – Maugli (2020–), Fő farkas (2018–2020)
- Georges Feydeau - Maurice Desvailléres: Egy éj a Paradicsomban (Lóti)
- Mike Bartlett - Eszenyi Enikő - Sztevanovity Dusán: Földrengés Londonban (Dr. Tim)
- Sherman Alexie: Már nem ott élek - egy indián naplója, Spirit színház (saját önálló estje)

## Rendezői munkái
- Leonard Gershe: A pillangók szabadok (2021) – Art-Színtér
- A tehetséges Mr. Ripley – Művészetek Völgye

## Filmes és televíziós szerepei
- Casino (2011) ...Krisztián
- Budapest angyala (2011) ...Gaston
- Hacktion: Újratöltve (2013) ...Dendi
- Fapad (2014) ...Utas
- Munkaügyek (2015, 2017) ...Vági / Gellért
- Ketten Párizs ellen (2015) ...József Attila
- Oltári csajok (2017–2018) ...Rádai Gergő
- Akcióhősök (2018) ...Tomi
- Jóban Rosszban (2019–2022) ...Dr. Baumann Brúnó
- Csak színház és más semmi (2019) ...Felvételiző színész
- Apatigris (2023) ...Nőgyógyász
- Valami Amerika (2023) ...Ziggy
- Tündérkert – Kísértések kora (2023) ...Angyal Gergely
- …a szomszéd tehene (2024) ...Attila

## Szinkronszerepei
- Összetört szívek (Kalp Yarası) – Yaman Sancakzade (Toprak Can Adigüzel)
- Lego Star Wars: Rebuild the Galaxy (2024) — Servo (Michael Cusack)